# Diederik Lodewijk Bennewitz
Diederik Lodewijk Bennewitz, ook Dirk Lodewijk Bennewitz (Rinteln, 20 juli 1764 - Amsterdam, 21 september 1826) was een Nederlandse goud- en zilversmid en juwelier. 

## Biografie
Bennewitz werd in 1764 in Rinteln (nabij Hannover) geboren als zoon van de meesterzwaardveger (zwaardenmaker) Johann Ludewich Bennewitz (1734-1789) en Maria Margaretha Wingendorff (1727-1812). Bennewitz trok vanuit Duitsland naar Amsterdam waar hij ging werken voor Cornelis Leonard Diemont. Na twee jaar legde hij in 1785 zijn meesterproef af als zilversmid. In datzelfde jaar 1785 trouwde hij in Amsterdam met Dorothea Korff (1765-1842). Bennewitz bouwde, aldus Van Benthem, een uitstekende reputatie op als zilversmid. Hij vertegenwoordigde diverse malen het Amsterdamse gilde in Den Haag. In 1802 nam hij, samen met Adrianus Bonebakker, het bedrijf over van de inmiddels overleden gebroeders Jacob en Jan Hendrik Peirolet.

### Bennewitz & Bonebakker
Binnen de firma Bennewitz en Bonebakker was Bennewitz belast met de leiding van de werkplaats. Bonebakker nam de zakelijke kant voor zijn rekening. Prestigieuze opdrachten waren in deze periode bijvoorbeeld de opdrachten van de stad Amsterdam om de zogenaamde stadsleutels te vervaardigen. In 1806 werden deze sleutels van Amsterdam door Bennewitz gemaakt om aan te bieden aan koning Lodewijk Napoleon bij zijn intocht in Amsterdam. Door omstandigheden gebeurde dit pas in 1808. Dezelfde set sleutels werd gebruikt in 1813 bij de intocht van koning Willem I. In 1811 werd een tweede set sleutels van Amsterdam door Bennewitz vervaardigd en overhandigd aan Napoleon Bonaparte bij zijn bezoek aan Amsterdam. De tweede set werd overigens pas vier jaar later door Amsterdam betaald. De originele sleutels bevinden zich in de collectie van het Amsterdam Museum. In 1816 kreeg het bedrijf de opdracht van de stad Amsterdam om het huwelijksgeschenk aan Prins Willem (de latere koning Willem II) en Anna Paulowna te vervaardigen. Dit geschenk bestond uit een 419-delig tafelservies, waarvan een belangrijk deel zich thans bevindt in het Rijksmuseum te Amsterdam.

### Bennewitz & Zonen
Nadat Bennewitz en Bonebakker in 1821 uiteen waren gegaan, zette Bennewitz zijn werkzaamheden voort onder de naam firma Bennewitz & Zonen. Bonebakker zette zijn bedrijf  voort onder de naam As Bonebakker & Zoon. Na het overlijden van Bennewitz in 1826 zette zijn weduwe het bedrijf voort, waarbij ook haar zoon George Bennewitz en haar schoonzoon Anthonie Knottenbelt betrokken waren. Andere zonen van Bennewitz, Dirk Lodewijk jr., Jacobus en Pieter, die eveneens zilversmid waren, waren al eerder overleden.
Veel werk van Bennewitz bevindt zich in de museale collectie van het Rijksmuseum Amsterdam.
- Biografisch Portaal: 00087857
- International Standard Name Identifier: 0000 0000 4499 0449
- Library of Congress Control Number: no2006040207
- Nederlandse Thesaurus van Auteursnamen: 289026407
- RKD-Nederlands Instituut voor Kunstgeschiedenis: 336090
- Union List of Artist Names: 500071765
- Virtual International Authority File: 76067029
- WorldCat: E39PBJd3JFFQHr9Vfv7jbT8DMP